# جبر بن سيار
جبر بن سيار الخالدي (توفي 1085 هـ/1674 م) هو أمير مدينة القصب في منطقة الوشم في نجد. حاكم وعلم من أعلام الشعر النبطي وعالم في الأنساب، واسمه الكامل هو جبر بن جبر بن حزمي بن سيار بن شقير الخالدي من فخذ الدعوم من قبيلة بني خالد ؛ وقد حاز الأمير جبر شهرته كشاعر تناقلت شعره الروايات الشفهية ومخطوطات الشعر النبطي ولم يدون عنه أي تاريخ مكتوب سوى ماعرف عنه من اشعار؛ له إخوانية شعرية مع شعراء آخرين من عصره أبرزهم الأمير رميزان بن غشّام المزروعي التميمي وهو ابن أخته، كما تنسب له مخطوطةٌ قصيرة من أقدم مادون في أنساب نجد وهي من اقدم ما عثر عليه من مخطوطات نجد التي تختص في الأنساب، وقد تم نشرها مع تحقيق مفصّل بعنوان «نبذة في أنساب أهل نجد» على يد الباحث راشد العساكر وكذلك أهتم بها غيره من الباحثين في علم الأنساب علمًا أن للمخطوطة عدة نسخ.